# Ivan Petrovics Kotljarevszkij
Ivan Petrovics Kotljarevszkij (cirill betűkkel: Іван Петрович Котляревський; Poltava, 1769. szeptember 9. (ó-naptár: augusztus 29.) – Poltava, 1838. november 10. (ó-naptár: október 29.)) ukrán költő, író.

## Élete
Eleinte állami szolgálatban volt, majd 1796-ban a hadseregbe lépett és a török háborúkban a századosságig vitte. Ekkor visszavonult, leánynevelő-intézetet nyitott Poltavában, melyet 1835-ig vezetett. Kotljarevszkij volt az első, aki költeményeit ukrán nyelven írta és így ő tekinthető a rutén irodalom megteremtőjének. Legjelentékenyebb munkája a tréfásan átköltött Aeneis, azaz Enejida, mely a szabadságaik elvesztése folytán elkorcsosult kozákokat gúnyolja. Egyéb művei: Moszkal-Csarivnik (A varázsló katona, ukrán operaszöveg egy felvonásban); Natalka-Poltavka (Poltavai Natália, ukrán operaszöveg két felvonásban). Összes művei: Polnoje szobranyije szocsinyenyij na malorosszijszkom jazike, sz ocserkom zsiznyi i portretom avtora, 1862-ben jelentek meg orosz nyelven Szentpéterváron, később pedig Moszkvában.